# Daniel Pietta
Daniel Pietta (* 9. prosince 1986, Krefeld, Německo) je německý lední hokejista, od roku 2005 hraje za tým Krefeld Pinguine v německé DEL. Hraje na pozici pravého křídla.

## Reprezentace
Nastupoval za německé mládežnické výběry.
Zúčastnil se Mistrovství světa juniorů 2006 (divize I ve Slovinsku).
Od roku 2010 je členem německé seniorské reprezentace v ledním hokeji. Hrál na MS 2012 ve Finsku a Švédsku, MS 2013 ve Švédsku a Finsku, MS 2014 v Bělorusku a MS 2015 v ČR.